# Tom Lawton
Thomas Anthony Lawton (Darwin, 27 novembre 1962) è un ex rugbista a 15 e allenatore di rugby a 15 australiano, tallonatore del Queensland e 41 volte internazionale per l'Australia.

## Biografia
Lawton proviene da una famiglia nota nel rugby nazionale: suo nonno Tom Lawton sr. fu un importante medico e, in gioventù, capitano degli Wallabies negli anni venti.
A livello di club Lawton militò nei Souths di Brisbane, in cui militò per tutta la carriera vincendo quattro campionati statali del Queensland; rappresentò anche il suo Stato a partire dal 1984, e fino al 1992 scese in campo per esso 42 volte.
Esordì negli Wallabies nel 1983 in occasione di un test match a Clermont-Ferrand contro la Francia, e prese successivamente parte al vittorioso tour del 1984 in cui l'Australia realizzò il suo primo Grande Slam nel Regno Unito.
Nel 1987 fu selezionato tra i convocati alla I Coppa del Mondo, nella quale gli Wallabies si classificarono quarti.
Nel 1989 terminò la sua esperienza internazionale nel corso del tour dei British Lions di quell'anno in Australia, e nella stagione successiva fu in Sudafrica nei Natal Sharks con cui vinse la Currie Cup 1990.
Dopo la fine dell'attività tornò in patria dove attualmente lavora nel ramo della gestione fondi pensionistici; ha anche allenato i Souths con i quali ha vinto due campionati del Queensland, nel 1994 e nel 2000.

## Palmarès

### Giocatore
- Queensland Premier Rugby: 4
Souths: 1986, 1991, 1992, 1993
- Currie Cup: 1
Natal: 1990

### Allenatore
- Queensland Premier Rugby: 4
Souths: 1994, 2000